# Вооружённые силы Центральноафриканской империи
Вооружённые силы Центральноафриканской империи — совокупность войск Центральноафриканской империи, предназначенная для защиты свободы, независимости и территориальной целостности государства. В 1979 году были переименованы в Вооружённые силы Центральноафриканской республики.

## История
В 1976 году, после провозглашения Центральноафриканской империи император Бокасса I переименовал Вооружённые силы Центральноафриканской республики в Вооружённые силы Центральноафриканской империи. После формального переименовывания армия почти не меняла своего состава.
Виду своей малой численности и устарелости вооружения вооруженные силы Центральноафриканской империи не могли бы эффективно противостоять вторжению извне.
Вооруженные силы активно использовались для проведения репрессий против недовольных режимом императора Бокассы I .

### Сухопутные войска
Численность — 1200 человек.
1 пехотный батальон, 1 инженерная рота, 1 рота связи.
Вооружение:
- Бронетехника
  -  Великобритания — 10 бронеавтомобилей Ferret (получены из Великобритании в 1973 году)

- Артиллерия
  -  США — 106-мм безоткатные орудия M-40A1
  -  Франция — минометы Brandt mle 27/31

### Военно-воздушные силы
Численность — 100 человек.
Вооружение:
- Самолеты
  -  США — 4 Douglas DC-3/Douglas C-47 Skytrain (1 получен из Франции в 1961 году, 3 получены из Франции в 1965 году)
  -  США — 1 Douglas DC-4 (получен из Франции в 1968 году)
  -  Франция — 5 Max Holste Broussard (получены из Франции в 1965 году)

- Вертолеты
  -  Франция — 2 Aérospatiale Alouette II (получены из Франции в 1961 году)
  -  Франция — 1 OH-13 (получен из Франции в 1961 году)

### Военизированные формирования
Численность — 1400 человек.

### Военно-морские силы
Отсутствуют.